# Padrauna
Padrauna es una ciudad y municipio situado en el distrito de Kushinagar en el estado de Uttar Pradesh (India). Su población es de 49723 habitantes (2011). 

## Demografía
Según el censo de 2011 la población de Padrauna era de 49723 habitantes, de los cuales 25700 eran hombres y 24023 eran mujeres. Padrauna tiene una tasa media de alfabetización del 78,98%, superior a la media estatal del 67,68%: la alfabetización masculina es del 84,48%, y la alfabetización femenina del 73,10%.